# Syren
Syren (en luxemburguès: Siren) és una vila i centre administratiu de la comuna de Weiler-la-Tour del districte de Luxemburg al cantó de Luxemburg. Està a uns 8,6 km de distància de la ciutat de Luxemburg.